# Октози
Октози — вуглеводи групи моносахаридів, що містять вісім атомів вуглецю. Лінкоміцин містить метилтіолінкозамід октози.